# لامبادا (ترانه)
«لامبادا» (انگلیسی: Lambada) که با نام «با گریه رفت» (پرتغالی: Chorando Se Foi؛ ‏ اسپانیایی: Llorando Se Fue‎) هم شناخته می‌شود، ترانه‌ای از گروه فرانسوی-برزیلی کائوما است که با صدای خواننده برزیلی لوآلوا براز اجرا شد و در نخستین آلبوم این گروه موسیقی در سال ۱۹۸۹ منتشر شد. موزیک ویدئوی این ترانه در ژوئن ۱۹۸۹ در ساحل شهر ترانکوسو در ایالت باهیا برزیل تصویربرداری شد.
این ترانه که به زبان پرتغالی اجرا شد، بازخوانی یک ترانهٔ پرتغالی تحتِ عنوانِ «با گریه رفت» (۱۹۸۶) با ترانه‌سرایی «مارسیا فِـهِیرا» است که آن نیز خود اقتباسی از ترانهٔ اسپانیایی «با گریه رفت» بود که در سال ۱۹۸۴ توسط یک شرکت ضبط و پخش موسیقی پرویی و به تهیه‌کنندگی آلبرتو ماراوی منتشر شده بود. جالب اینکه هر دوی اینها هم برگرفته از یک ترانه کلمبیایی به همین نام بودند که در سال ۱۹۸۱ توسط گروه موسیقی کیارکاس اجرا و منتشر شده بود.
در زمان انتشار، «لامبادا» با فروش ۱٫۸ میلیون نسخه در فرانسه و بیش از چهار میلیون نسخه در سراسر اروپا به عنوان موفق‌ترین تک‌آهنگ اروپایی در تاریخ سی‌بی‌اس رکوردز در نظر گرفته شد. بر اساس گزارش نیویورک تایمز، در مجموع، «لامبادا» تنها در سال ۱۹۸۹ پنج میلیون نسخه در سراسر جهان فروخت. با این حال، گروه کائوما به ترانه‌سرایان اصلی، یعنی «گروه موسیقی کیارکاس» اشاره‌ای نکردند، که منجر به دادگاه و شکایت‌های موفق در زمینه دستبرد فکری شد.

## جداول موسیقی
| جدول (۱۹۸۹–۱۹۹۰)                                | بالاترین رتبه |
| ----------------------------------------------- | ------------- |
| استرالیا (ای‌آرآی‌ای)                             | ۵             |
| اتریش (او۳ تاپ ۴۰ اتریش)                        | ۱             |
| بلژیک (اولتراتاپ ۵۰ فلاندرز)                    | ۱             |
| تک‌آهنگ‌های برتر کانادا (آرپی‌ام)                  | ۷۸            |
| دنس/اربان کانادا (آرپی‌ام)                       | ۳             |
| دانمارک (آی‌اف‌پی‌آی)                              | ۲             |
| اروپا (یوروچارت هات ۱۰۰)                        | ۱             |
| فنلاند (جدول‌های رسمی فنلاند)                    | ۱             |
| فرانسه (اس‌ان‌ئی‌پی)                               | ۱             |
| یونان (آی‌اف‌پی‌آی)                                | ۱             |
| ایلند (فهرست ۱۰ تک‌اهنگ برتر ایسلند)             | ۲             |
| ایرلند (ایرما)                                  | ۴             |
| ایتالیا (موزیکا ئی دیسکی)                       | ۱             |
| هلند (۴۰ آهنگ برتر)                             | ۱             |
| هلند (۱۰۰ تک‌آهنگ برتر)                          | ۱             |
| نیوزیلند (ریکوردد میوزیک ان‌زد)                  | ۱۰            |
| نروژ (وی‌جی-لیستا)                               | ۱             |
| پرتغال (AFP)                                    | ۱             |
| اسپانیا (AFYVE)                                 | ۱             |
| سوئد (فهرست برترین‌های سوئد)                     | ۱             |
| سوئیس (شوایزر هیت‌پاراد)                         | ۱             |
| تک‌آهنگ‌های بریتانیا (اوسی‌سی)                     | ۴             |
| بیلبورد هات ۱۰۰ ایالات متحده                    | ۴۶            |
| ترانه‌های باشگاه رقص ایالات متحده (بیلبورد)      | ۲۱            |
| ایالات متحده آمریکا آهنگ‌های داغ لاتین (بیلبورد) | ۱             |
| آلمان غربی (جدول‌های رسمی آلمان)                 | ۱             |

| جدول (۱۹۸۹)                 | رتبه |
| --------------------------- | ---- |
| اتریش (او۳ تاپ ۴۰ اتریش)    | ۳    |
| اروپا (یوروچارت هات ۱۰۰)    | ۱    |
| پرتغال (AFP)                | ۲    |
| سوئیس (شوایزر هیت‌پاراد)     | ۴    |
| تک‌آهنگ‌های بریتانیا (اوسی‌سی) | ۳۴   |

| جدول (۱۹۹۰)              | رتبه |
| ------------------------ | ---- |
| استرالیا (آریا)          | ۲۴   |
| اروپا (یوروچارت هات ۱۰۰) | ۷۱   |

## گواهینامه‌ها و فروش
| منطقه                             | گواهی     | واحد گواهی‌شده/فروش |
| --------------------------------- | --------- | ------------------ |
| استرالیا (آی‌اف‌پی‌آی استرالیا)      | طلا       | ۳۵٬۰۰۰^            |
| بلژیک                             | —         | ۳۰۰٬۰۰۰            |
| برزیل                             | —         | ۷۰۰٬۰۰۰            |
| کانادا (میوزیک کانادا)            | طلا       | ۵۰٬۰۰۰^            |
| کلمبیا                            | —         | ۵۰۰٬۰۰۰            |
| فرانسه (اس‌ان‌ئی‌پی)                 | پلاتین    | ۱٬۸۰۰٬۰۰۰          |
| آلمان (بی‌وی‌ام‌آی)                  | ۲× پلاتین | ۱٬۰۰۰٬۰۰۰^         |
| ژاپن (آرآی‌ای‌جی) Physical single   | ۲× پلاتین | ۲۰۰٬۰۰۰^           |
| مکزیک                             | —         | ۷۵۰٬۰۰۰            |
| هلند (ان‌وی‌پی‌آی)                   | پلاتین    | ۱۰۰٬۰۰۰^           |
| پرتغال (انجمن صنفی گرامافون)      | ۲× پلاتین | ۸۰٬۰۰۰^            |
| اسپانیا فروش سال ۱۹۸۹             | —         | ۲۰۰٬۰۰۰            |
| سوئد (گی‌ال‌اف)                     | پلاتین    | ۵۰٬۰۰۰^            |
| سوئیس (آی‌اف‌پی‌آی سوئیس)            | طلا       | ۲۵٬۰۰۰^            |
| بریتانیا (بی‌پی‌آی)                 | طلا       | ۴۰۰٬۰۰۰^           |
| ایالات متحده آمریکا               | —         | ۲٬۰۰۰٬۰۰۰          |
| خلاصه‌ها                           |           |                    |
| اروپا فروش سال‌های ۱۹۸۹ و ۱۹۹۰     | —         | ۴٬۰۰۰٬۰۰۰          |
| ^ رقم توزیع تنها بر پایهٔ گواهی‌ها. |           |                    |